# Sägekettenöl

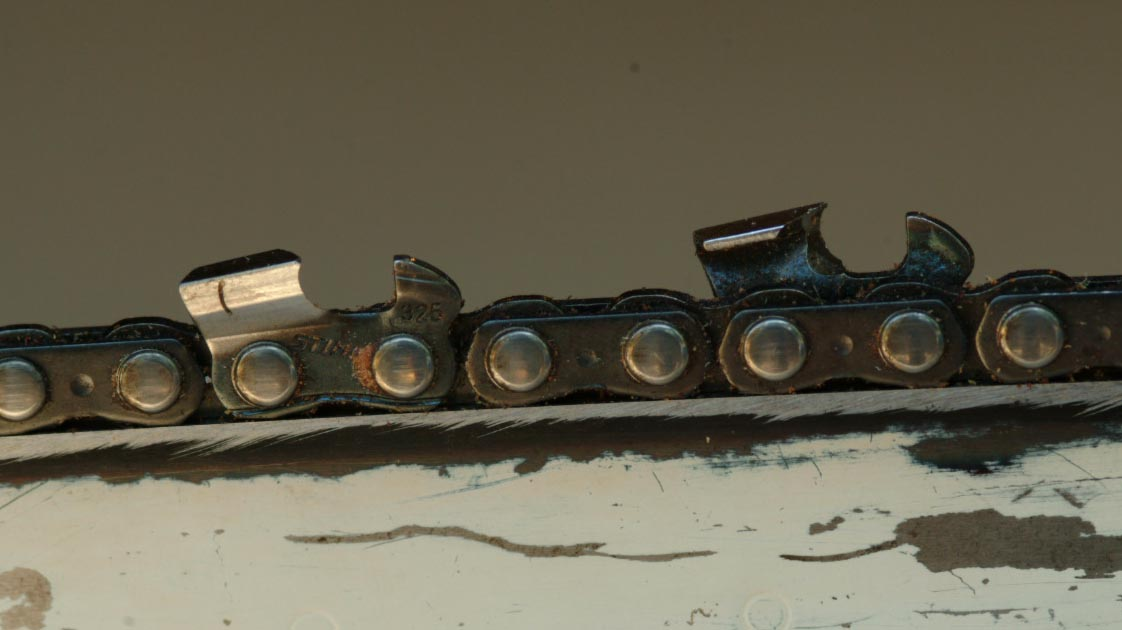
Zwischen Sägekette und Schiene gibt es Reibung, die durch Öl verringert wird.

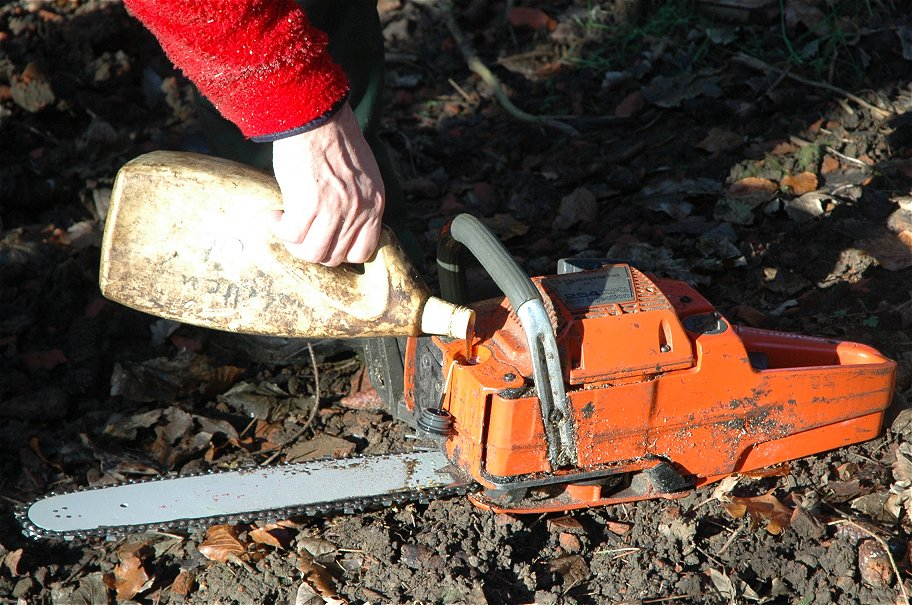
Nachfüllen des Tanks für Sägekettenöl

Sägekettenöl, Sägekettenhaftöl oder Kettenöl dient dazu, die Reibung zwischen Sägekette und Schiene von Motorkettensägen zu verringern und damit den Verschleiß, besonders der Schiene, gering zu halten.
Das Öl wird der Kette aus einem gesonderten Tank in der Motorsäge von einer Ölpumpe zugeführt. Die Ölpumpe wird zumeist zusammen mit der Sägekette angetrieben, so dass im Leerlauf kein Öl zugeführt wird. Ältere Sägen, z. B. Dolmar 112 (Antriebsschnecke sitzt direkt auf der Kurbelwelle) oder Mc Culloch Mini Mac (Unter-/Überdruck Fördersystem) betätigt einen Pumpstößel oder Oleo Mac (Nocken auf der Kurbelwelle betätigt die Ölpumpe) fördern auch im Leerlauf und sollten daher möglichst durchgehend betrieben oder bei längeren Sägepausen abgestellt werden. Motorkettensägen im Profibereich verfügen über eine einstellbare Ölpumpe, so dass die Schmierstoffmenge der verwendeten Schienenlänge, der Holzart und der Viskosität des verwendeten Öls angepasst werden kann.
Laut einer Studie des Kuratoriums für Waldarbeit und Forsttechnik zur „Laufzeitstruktur von Motorsägen in der motormanuellen Holzernte“ verbrauchen Motorsägen etwa 0,3 bis 0,4 Liter Sägekettenöl je Stunde Betriebszeit.
Sägekettenöl kann auf Basis von Mineralöl oder auf Basis pflanzlicher Öle hergestellt werden. Durch Additive (Zusatzstoffe) im Sägekettenöl werden das Fließverhalten und die Haftfähigkeit des Öles beeinflusst. Sägekettenöl sollte sowohl bei hohen als auch tiefen Außentemperaturen ganzjährig einsetzbar sein. Gute Haftfähigkeit verringert das „Verschleudern“ des Öls auf den Waldboden und damit den Ölverbrauch.
Moderne Sägekettenöle werden in der Regel auf Basis von umweltfreundlichen, biologisch leicht abbaubaren und nicht wassergefährdenden Pflanzenölen hergestellt. Diese Öle werden als „Bio-Kettenöl“ vermarktet. Auch ist der Hautkontakt mit diesen Ölen gesundheitlich unbedenklich. 2003 waren 80 % der erhältlichen Sägekettenhaftöle und Sägegatteröle biogenen Ursprungs und bilden somit den einzigen Bereich der Schmierstoffe, in welchem biogene Schmierstoffe gegenüber mineralölbasierten Schmiermitteln deutlich überwiegen. Die Gesamtmenge des in Deutschland gebrauchten biogenen Sägekettenöls betrug etwa 6.200 Tonnen. Der Marktpreis biogenen Sägekettenöls liegt etwa 15 bis 50 Prozent über dem vergleichbarer Produkte auf Mineralölbasis.
Wenige professionelle Nutzer von Kettensägen verwenden einfaches, im Supermarkt erhältliches Pflanzenöl. Da Haftkraft und Viskosität von Speiseölen geringer sind als die von Kettensägenölen, bestehen Bedenken, dass bei Maschinen mit großer Schienenlänge unter Umständen eine zu geringe Menge des Öls bis zum unteren Bereich der Schiene gelangt.
Das bayrische Technologie- und Förderzentrum im Kompetenzzentrum für Nachwachsende Rohstoffe (TFZ) hat den Einsatz von kaltgepresstem, nicht-additiviertem Rapsöl mit guten Ergebnissen getestet und schreibt ihm bessere Verschleißeigenschaften zu als konventionellem Mineralöl.
Durch die Verwendung nicht verharzender Öle wie Raps- und Sonnenblumenöl vermeidet man Rückstandsbildung und Schwergängigkeit der Sägekette, die bei verklebendem Bio-Sägekettenöl auftreten können. Raps- und Sonnenblumenöl sind hitzebeständiger als andere Pflanzenöle. Ebenso sind heißgepreßte, raffinierte Öle hitzebeständiger als kaltgepresste Öle.
Für Gelegenheitsnutzer wird  trotzdem mineralisches Kettenöl empfohlen, da bei langen Lagerzeiten des Öls an der Kette bei nativen Ölen Verharzungen auftreten können und die Maschine bzw. die Kette dadurch Schaden nehmen kann. Ebenso ist die Reinigung mit Pinsel und Druckluft bei mineralischem Kettenöl, auch nach Jahren, problemlos möglich.

## Viskositäten
Die Viskosität bezeichnet die "Zähflüssigkeit" eines Öls und ist ein entscheidender Faktor für die Auswahl des geeigneten Sägekettenöls:
- Niedrigere Viskosität: Für kältere Umgebungen geeignet, da das Öl auch bei niedrigen Temperaturen fließfähig bleibt.
- Höhere Viskosität: In wärmeren Umgebung bevorzugt, da das Öl nicht zu dünn wird, weiterhin effektiv schmiert und nicht zu sehr wegspritzt.

Gängige Viskositäten bei Sägekettenölen sind:
- ISO 68: Das ist die niedrigste gängige Viskosität am Markt. Sie ist kostengünstig, aber eher für geringe Schwertlängen gedacht.
- ISO 100: Geeignet für eine Vielzahl von Klimazonen und Anwendungen.
- ISO 150: Häufiger in wärmeren Umgebungen und auch für schwerere Arbeiten mit Motorsägen mit längeren Schwertern verwendet.
- ISO 220: Bei hohen Temperaturen und intensivem Gebrauch, bei sehr langen Motorsägen oder Aufbauten auf Harvestern
- ISO 320: Für extrem hohe Belastungen und Umdrehungsgeschwindigkeiten, wie in Gattersägen von Sägewerken.[6]

## Zusammensetzung

### Bio-Kettenöl
Ein typisches modernes „Bio-Kettenöl“ besteht üblicherweise aus folgenden Komponenten:
- ca. 97 % Rapsöl,
- ca.  2 % ölgelöster Kautschuk (vorwiegend als Haftverbesserer),
- ca.  1 % Acrylcopolymer (zur Erhöhung der Viskosität, also zur Verdickung)[4] sowie
- geringe Mengen Erdöldestillate zur Verringerung der biologischen Selbstzersetzung noch vor dem Ausbringen des Öls.

Pflanzliche Sägekettenöle von geringer Qualität können nach einigen Monaten Standzeit verharzen, wodurch sich im Kettenlauf unter Umständen zähe Rückstände bilden. Selten benutzte Motorsägen von Rettungsorganisationen werden deshalb oft noch mit Sägekettenöl auf Mineralölbasis betrieben.